# Erioptera (Erioptera) biarmata
Erioptera (Erioptera) biarmata is een tweevleugelige uit de familie steltmuggen (Limoniidae). De soort komt voor in het Oriëntaals gebied.